# Tokugawa

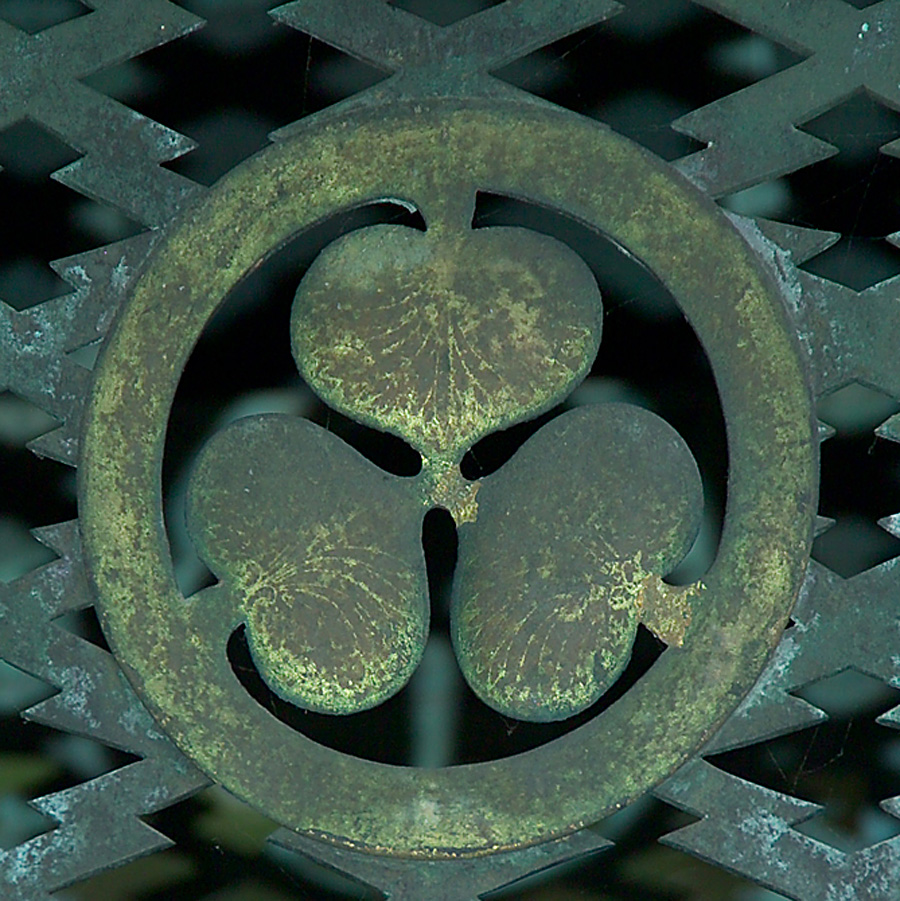
Wappen der Tokugawa am Tōshō-gū-Schrein in Nikkō

Die Tokugawa (jap. 徳川氏, -shi) sind eine japanische Shōgun-Dynastie, die das Tokugawa-Shogunat (auch Edo-Zeit, 1603–1868) begründete. Das Tokugawa-Shogunat (japanisch bakufu, wörtlich die Zeltregierung der Shōgune) nahm seinen Ausgang von General Tokugawa Ieyasu, von Imagawa Yoshimoto und Verbündeten von Oda Nobunaga. Das Wappen (Mon) der Tokugawa zeigt drei Haselwurz-Blätter in einem Kreis, ist aber als Malvenwappen bekannt. Die Haselwurz wurde in Japan traditionell zu den Malvengewächsen gezählt.

## Herrschaft
Nach dem Tod Nobunagas, der von seinem General Akechi Mitsuhide angegriffen worden war und Seppuku begehen musste, hatte sein fähigster General, der ehemalige gemeine Soldat Toyotomi Hideyoshi, nach der Macht gegriffen, die Nobunaga vorher innegehabt hatte. Doch auch Hideyoshi war, auf Grund seiner niederen Abstammung, das Shogunat nicht vergönnt. Er starb und hinterließ nur einen minderjährigen Sohn (Toyotomi Hideyori). Daher wurde das entstandene Machtvakuum von Ieyasu ausgefüllt. Er hatte bereits unter Nobunaga gedient und war ein fähiger Feldherr. Nach Nobunagas Tod hatte er sich, nachdem sich beide anfänglich bekämpft hatten, mit Hideyoshi zusammengetan. Nach dessen Tod griff er nun selbst nach der Macht des Shogunats, die er erlangte, nachdem er seinen schwersten Widersacher Ishida 1600 in der Schlacht von Sekigahara besiegt hatte.
Die Herrschaft der Tokugawa zeichnete sich vor allem durch ihre für die japanische Geschichte sehr lange Dauer aus. Über 200 Jahre lang hielten sie sich an der Macht. Der Regierungssitz des Shogunats lag in Edo, dem späteren Tōkyō. Die Tokugawa herrschten mit eiserner Faust. Sie verfügten, dass die Daimyō, die lokalen Herrscher, einen festen Wohnsitz in Edo unterhalten und sich dort eine bestimmte Zeit im Jahr aufhalten mussten. Außerdem führten sie die Politik der Abschließung Japans ein, um so ihre Macht zu stabilisieren. Anders als die Hōjō Shikken oder die glücklosen Ashikaga-Shōgune wurde das Tokugawa-Shogunat erst gestürzt, als sich die Japaner 1868 mit der Meiji-Restauration wieder dem Tennō, dem Kaiser, als Herrscher zuwandten.
Gegenwärtiges Familienoberhaupt ist seit 2023 Tokugawa Iehiro. Die Verwaltung der Besitztümer der Hauptfamilie wird heute von der gemeinnützigen Stiftung Tokugawa Kinen Zaidan (徳川記念財団, engl. Tokugawa Memorial Foundation) wahrgenommen, deren Vorsitzender das Familienoberhaupt ist.

## Familienoberhäupter

### Shōgune
| Name                   | Lebensdaten | Regierungszeit |
| ---------------------- | ----------- | -------------- |
| 1. Tokugawa Ieyasu     | 1543–1616   | 1603–1605      |
| 2. Tokugawa Hidetada   | 1579–1632   | 1605–1623      |
| 3. Tokugawa Iemitsu    | 1604–1651   | 1623–1651      |
| 4. Tokugawa Ietsuna    | 1641–1680   | 1651–1680      |
| 5. Tokugawa Tsunayoshi | 1646–1709   | 1680–1709      |
| 6. Tokugawa Ienobu     | 1662–1712   | 1709–1712      |
| 7. Tokugawa Ietsugu    | 1709–1716   | 1713–1716      |
| 8. Tokugawa Yoshimune  | 1684–1751   | 1716–1745      |
| 9. Tokugawa Ieshige    | 1712–1761   | 1745–1760      |
| 10. Tokugawa Ieharu    | 1737–1786   | 1760–1786      |
| 11. Tokugawa Ienari    | 1773–1841   | 1787–1837      |
| 12. Tokugawa Ieyoshi   | 1793–1853   | 1837–1853      |
| 13. Tokugawa Iesada    | 1824–1858   | 1853–1858      |
| 14. Tokugawa Iemochi   | 1846–1866   | 1858–1866      |
| 15. Tokugawa Yoshinobu | 1837–1913   | 1866–1867      |

### Nichtregierende
| Name                   | Lebensdaten | Zeit      |
| ---------------------- | ----------- | --------- |
| 16. Tokugawa Iesato    | 1863–1940   | 1868–1940 |
| 17. Tokugawa Iemasa    | 1884–1963   | 1940–1963 |
| 18. Tokugawa Tsunenari | 1940–0000   | 1963–2022 |
| 19. Tokugawa Iehiro    | 1965–0000   | 2023–0000 |

## Weitere Familienmitglieder
- Tokugawa Akitake (1853–1910), japanischer Daimyō
- Tokugawa Masako (1607–1678), japanische Kaiserin
- Tokugawa Munetake (1715–1771), Dichter
- Tokugawa Musei (1894–1971), japanischer Stummfilmkommentator, Erzähler, Schriftsteller, Schauspieler
- Tokugawa Nariaki (1800–1860), Daimyo von Mito
- Tokugawa Yoshitoshi (1884–1963), Flugpionier und Generalleutnant

## Nebenlinien
- Gosanke
  - Kishū-Tokugawa
  - Mito-Tokugawa
  - Owari-Tokugawa
- Gosankyō
- Gokamon (御家門)
- Matsudaira